# La Nocle-Maulaix
La Nocle-Maulaix és un municipi francès, situat al departament del Nièvre i a la regió de Borgonya - Franc Comtat. L'any 2007 tenia 295 habitants.

## Demografia

### Població
El 2007 la població de fet de La Nocle-Maulaix era de 295 persones. Hi havia 132 famílies, de les quals 44 eren unipersonals (20 homes vivint sols i 24 dones vivint soles), 56 parelles sense fills i 32 parelles amb fills.
La població ha evolucionat segons el següent gràfic:
Habitants censats

### Habitatges
El 2007 hi havia 247 habitatges, 142 eren l'habitatge principal de la família, 81 eren segones residències i 24 estaven desocupats. 242 eren cases i 3 eren apartaments. Dels 142 habitatges principals, 107 estaven ocupats pels seus propietaris, 27 estaven llogats i ocupats pels llogaters i 7 estaven cedits a títol gratuït; 1 tenia una cambra, 7 en tenien dues, 29 en tenien tres, 55 en tenien quatre i 49 en tenien cinc o més. 92 habitatges disposaven pel capbaix d'una plaça de pàrquing. A 66 habitatges hi havia un automòbil i a 58 n'hi havia dos o més.

### Piràmide de població
La piràmide de població per edats i sexe el 2009 era:
| Homes | Edats   | Dones |
| ----- | ------- | ----- |
| 22    | 95 o +  | 79    |
| 85    | 90 a 94 | 278   |
| 243   | 85 a 89 | 599   |
| 277   | 80 a 84 | 572   |
| 709   | 75 a 79 | 1.194 |
| 753   | 70 a 74 | 1.249 |
| 814   | 65 a 69 | 1.137 |
| 829   | 60 a 64 | 1.006 |
| 786   | 55 a 59 | 890   |
| 1.207 | 50 a 54 | 1.284 |
| 1.296 | 45 a 49 | 1.562 |
| 1.326 | 40 a 44 | 1.552 |
| 1.355 | 35 a 39 | 1.444 |
| 1.348 | 30 a 34 | 1.460 |
| 1.695 | 25 a 29 | 1.634 |
| 1.432 | 20 a 24 | 1.368 |
| 1.382 | 15 a 19 | 1.296 |
| 1.224 | 10 a 14 | 1.220 |
| 1.200 | 5 a 9   | 1.194 |
| 1.031 | 0 a 4   | 902   |

## Economia
El 2007 la població en edat de treballar era de 161 persones, 96 eren actives i 65 eren inactives. De les 96 persones actives 80 estaven ocupades (46 homes i 34 dones) i 16 estaven aturades (9 homes i 7 dones). De les 65 persones inactives 36 estaven jubilades, 7 estaven estudiant i 22 estaven classificades com a «altres inactius».

### Ingressos
El 2009 a La Nocle-Maulaix hi havia 154 unitats fiscals que integraven 299 persones, la mediana anual d'ingressos fiscals per persona era de 14.024 €.

### Activitats econòmiques
Dels 15 establiments que hi havia el 2007, 1 era d'una empresa de fabricació de material elèctric, 3 d'empreses de construcció, 3 d'empreses de comerç i reparació d'automòbils, 3 d'empreses d'hostatgeria i restauració, 2 d'empreses immobiliàries, 2 d'empreses de serveis i 1 d'una empresa classificada com a «altres activitats de serveis».
Dels 6 establiments de servei als particulars que hi havia el 2009, 1 era un paleta, 1 fusteria, 1 electricista, 1 perruqueria i 2 restaurants.
Dels 2 establiments comercials que hi havia el 2009, 1 era una botiga de més de 120 m² i 1 una fleca.
L'any 2000 a La Nocle-Maulaix hi havia 16 explotacions agrícoles que ocupaven un total de 1.287 hectàrees.

## Equipaments sanitaris i escolars
El 2009 hi havia una escola elemental integrada dins d'un grup escolar amb les comunes properes formant una escola dispersa.

## Poblacions més properes
El següent diagrama mostra les poblacions més properes.